# Châteauguay
Châteauguay es una ciudad de la provincia de Quebec, Canadá. Es una de las ciudades que conforman la Comunidad metropolitana de Montreal y se encuentra en el municipio regional de condado de Roussillon y a su vez, en la región del Vallée-du-Haut-Saint-Laurent en Montérégie.

## Historia

### La fundación
En 1673, el conde de Frontenac, entonces gobernador de la Nueva Francia, le cedió la región a Charles Lemoyne con el objetivo de establecer allí un señorío. Después de haber pasado por las manos de Zacharie Robutel de la Noue en 1706, el señorío fue comprada por Marguerite d'Youville, de la Congregación de las Hermanas Grises , en 1765. Fue en 1775 que comenzó la construcción de la iglesia de Saint-Joachim.

### La Guerra de 1812
En medio de la guerra entre los Estados Unidos y Gran Bretaña de 1812, Châteauguay no representaba un puesto significativo que pudiese defender a Montreal de una invasión. La guerra de 1812 dio su fin en la batalla de Châteauguay, en cuyo curso el teniente Charles de Salaberry se atrevió a contener a los invasores con tan solo 300 hombres.

### La Rebelión de 1837
Durante la Rebelión de los Patriotas, los soldados británicos tomaron el control de la factoría y procedieron al arresto de la mayoría de los franco-canadienses, como el jefe patriota François-Maurice Lepailleur, que sería deportado a Australia. Diez de los 16 patriotas fueron enviados a prisión.

### Pueblo y ciudad de Châteauguay
La abolición del régimen señorial en 1854 significó el nacimiento del pueblo, el año siguiente se creó el primer consejo municipal con la elección del alcalde Pierre Laberge.
La ciudad actual nació de la fusión con Châteauguay-Heights en 1968 y de la anexión de Châteauguay-Centre en 1975. La biblioteca municipal fue construida en 2002-2003.